# Allophatnus aetnensis
Allophatnus aetnensis är en stekelart som först beskrevs av Rudow 1883.  Allophatnus aetnensis ingår i släktet Allophatnus och familjen brokparasitsteklar. Inga underarter finns listade i Catalogue of Life.